# Gare de Villeneuve-la-Guyard
Gare de Saint-Mammès – stacja kolejowa w Villeneuve-la-Guyard, w departamencie Yonne, w regionie Burgundia-Franche-Comté, we Francji.
Jest stacją Société nationale des chemins de fer français (SNCF), obsługiwanym przez pociągi TER Bourgogne.

## Położenie
Znajduje się na wysokości 60 m .n.p.m., 89,198 km linii Paryż – Marsylia, pomiędzy stacjami Montereau i Champigny-sur-Yonne.

## Historia
Stacja została otwarta w 1849 roku.